# Robert Hyatt
Robert (Bob) Hyatt (Laurel, 18 marzo 1948) è uno scacchista, insegnante e informatico statunitense.
Nato nel 1948 in una cittadina del Mississippi, nel 1970 Robert Hyatt ha conseguito il Bachelor's degree presso l'Università di Southern Mississippi e nel 1983, nella stessa Università, il Master's degree.  Nel 1988 ha acquisito il Doctor of Philosophy nell'Università dell'Alabama a Birmingham (UAB), ove ha insegnato, sino al 2016, come professore associato presso il dipartimento di Computer and information sciences.
Studioso di intelligenza artificiale e di computazione parallela, Hyatt è autore di testi di computer chess e di importanti e celebri programmi di scacchi: 
- Blitz sviluppato dal 1968 al 1980;
- Cray Blitz derivato dal precedente, attivo dal 1980 al 1994, vincitore di due edizioni del Campionato del mondo di scacchi per computer (World Computer Chess Champioship - WCCC): la quarta edizione svoltasi a New York nel 1983 e la quinta a Colonia nel 1986;
- Crafty erede di Cray Blitz, sviluppato a partire dal 1994, tuttora attivo e disponibile come codice sorgente sul sito indicato nei collegamenti.

Alcune pubblicazioni del professor Hyatt sono disponibili online sul sito dell'Università. 
Frequenti sono i suoi interventi nella mailing list di Crafty, e più rari, quelli nelle news usenet "rec.games.chess.computer".
I dati biografici su Hyatt sono piuttosto scarsi principalmente a causa della ritrosia dello stesso a renderli pubblici.